# سجاد بابایی
سجاد بابایی (زادهٔ ۱۹ اردیبهشت ۱۳۷۲) بازیگر سینما، تئاتر و تلویزیون اهل ایران است. او در چهل و یکمین دوره جشنواره بین‌المللی فیلم فجر برای فیلم استاد برندهٔ سیمرغ بهترین بازیگر نقش مکمل مرد شد.
او این روزها مشغول بازی در نقش مهدی زین‌الدین در شهر خرمشهر است.

## زندگی شخصی
سجادبابایی در سال ۱۳۸۷ با تئاتر در تهران شروع به کار کرد و در عرصه نمایش در مقام بازیگر و کارگردان به فعالیت پرداخت. از سال ۱۳۹۴ بعد از چند فیلم کوتاه و در سال ۱۳۹۷ با فیلم سینمایی من زهره، سوزن آب و تومان اولین نقش‌های سینمایی خود را ایفا نمود. اولین حضور او در نمایش خانگی با سریال خسوف بود و نقش مکمل فیلم سینمایی مرد بازنده به کارگردانی محمدحسین مهدویان را نیز به عهده داشت. او بازیگر نقش ژاکان در سریال «سقوط» است.
سجاد بابایی در چهل و یکمین جشنواره فیلم فجر با بازی در فیلم سینمایی استاد سیمرغ بلورین بهترین نقش مکمل مرد را دریافت کرد

### تحصیلات
او تحصیلات خود را تا مقطع کارشناسی در رشته کارگردانی سینما ادامه داده است.

## فیلم‌شناسی

### سینما
| سال  | عنوان      | کارگردان(ها)      |
| ---- | ---------- | ----------------- |
| ۱۴۰۱ | استاد      | سیدعماد حسینی     |
| ۱۴۰۰ | مرد بازنده | محمد حسین مهدویان |
| ۱۳۹۸ | من زهره    | سیامک ابراهیمی    |
| ۱۳۹۷ | تومان      | مرتضی فرشباف      |
| ۱۳۹۶ | سوزن آب    | بهمن شهروان       |

### تئاتر
| سال  | عنوان              | نویسنده(ها)         | کارگردان(ها)             |
| ---- | ------------------ | ------------------- | ------------------------ |
| ۱۳۹۷ | لیرشاه             | ویلیام شکسپیر       | مسعود دلخواه             |
| ۱۳۹۸ | هیچ چیز جدی نیست   | رچ اورلاف           | مسعود دلخواه             |
| ۱۳۹۴ | مرد نیست           | ابوالقاسم غلام‌حیدر  | سجاد بابایی و ایمان سلیح |
| ۱۳۹۲ | داستان عامه پسند   | آرش عباسی           | سجاد بابایی              |
| ۱۳۹۲ | نقل سرخ            | آرش عباسی           | سجاد بابایی              |
| ۱۳۹۳ | خشم و هیاهو        | مهرداد رایانی مخصوص | اکبر قهرمانی             |
| ۱۳۹۴ | زندگی گالیله       | برتولت برشت         | محمود هدایت              |
| ۱۳۹۵ | سمفونی روی گدازه‌ها | میلاد اکبرنژاد      | سجاد بابایی              |
| ۱۳۹۵ | خاکستر به خاکستر   | هارولد پینتر        | سجاد بابایی              |

### سریال
| سال  | کارگردان         | عنوان |  |
| ---- | ---------------- | ----- |  |
| ۱۴۰۱ | سجاد پهلوان زاده | سقوط  |  |
| ۱۴۰۰ | مازیار میری      | خسوف  |  |
| ۱۴۰۴ | بهرنگ توفیقی     | شغال  |  |